# هلیوبولیس
هلیوبولیس (انگلیسی: Heliopolis) فیلمی در ژانر مستند به کارگردانی احمد عبدالله السید است که در سال ۲۰۰۹ منتشر شد. از بازیگران آن می‌توان به خالد نجا وهند صبری اشاره کرد.